# فرانك شرودر
فرانك شرودر (بالألمانية: Frank Schröder)‏ هو متزحلق ألماني، ولد في 6 مارس 1962 في آلتنبورغ في ألمانيا.

## وصلات خارجية
- فرانك شرودر على موقع الاتحاد الدولي للتزلج (التزلج الريفي) (الإنجليزية)
- فرانك شرودر على موقع أوليمبيديا (الإنجليزية)